# 門弗羅 (密蘇里州)
門弗羅（英語：Menfro）是位於美國密蘇里州佩里縣的非建制地區。

## 歷史
門弗羅的郵局於1904年設立，其後於1996年停運。

## 地理
門弗羅所處的海拔為高於海平面109米（即358英呎），而該地所採用的時區為UTC-6，即北美中部時區（CST）。同時該地設有夏令時間，為UTC-6調快一小時，即UTC-5（CDT）。